# Natació als Jocs Olímpics d'estiu de 1906
Als Jocs Olímpics d'Estiu de 1906 es disputaren quatre proves de natació. Actualment anomenats Jocs Intercalats, avui dia no són considerats oficials pel Comitè Olímpic Internacional.

## Resum de medalles
| Prova           | Or                                                              | Argent                                                            | Bronze                                                                         |
| 100 m lliures   | Charles Daniels                                                 | Zoltán Halmay                                                     | Cecil Healy                                                                    |
| 400 m lliures   | Otto Scheff                                                     | Henry Taylor                                                      | John Arthur Jarvis                                                             |
| 1 milla lliure  | Henry Taylor                                                    | John Arthur Jarvis                                                | Otto Scheff                                                                    |
| 4x250 m lliures | Hongria Henrik Hajós · Zoltán Halmay · Géza Kiss · József Ónody | Alemanya Ernst Bahnmeyer · Max Pape · Emil Rausch · Oscar Schiele | Regne Unit John Derbyshire · William Henry · John Arthur Jarvis · Henry Taylor |

## Medaller
| Posició | País         | Or | Argent | Bronze | Total |
| 1       | Regne Unit   | 1  | 2      | 2      | 5     |
| 2       | Hongria      | 1  | 1      | 0      | 2     |
| 3       | Àustria      | 1  | 0      | 1      | 2     |
| 4       | Estats Units | 1  | 0      | 0      | 1     |
| 5       | Alemanya     | 0  | 1      | 0      | 1     |
| 6       | Austràlia    | 0  | 0      | 1      | 1     |